# Lijst van afleveringen van Flodder (seizoen 2)
Dit is een lijst van afleveringen van seizoen 2 van de televisiereeks Flodder. De Nederlandse komedieserie die draait om het fictieve asociale gezin Flodder. Gastrollen die ingesprongen staan, staan niet op de aftiteling.
| Nr. | Titel             | Schrijver(s)                                                                       | Regisseur           | Uitzenddatum     |  |
| --- | ----------------- | ---------------------------------------------------------------------------------- | ------------------- | ---------------- |  |
| 1 | De dubbelgangster | Scenario: Wijo Koek, Verhaal: Dick Maas & Wijo Koek                                | Martin Lagestee     | 6 oktober 1994   |  |
| De buurtbewoners huren een dubbelganger van Ma Flodder in om de Flodders in een slecht daglicht te stellen.              |                   |                                                                                    |                     |                  |  |
| 2 | In de ring        | Scenario: Wijo Koek, Verhaal: Dick Maas & Wijo Koek, Naar idee van: Willem Werwijn | Pieter Walther Boer | 13 oktober 1994  |  |
| Johnnie wordt uitgedaagd voor een bokswedstrijd. Hij breekt echter zijn hand.                                            |                   |                                                                                    |                     |                  |  |
| 3 | De afrekening     | Scenario: Wijo Koek, Verhaal: Dick Maas en Wijo Koek                               | Pieter Walther Boer | 20 oktober 1994  |  |
| Een ex-vriend van Ma komt uit de gevangenis en is vermoedelijk uit op wraak.                                             |                   |                                                                                    |                     |                  |  |
| 4 | Lopende zaken     | Scenario: Dick Maas, Verhaal: Dick Maas en Wijo Koek                               | Dick Maas           | 27 oktober 1994  |  |
| De Flodders moeten de jaarlijkse hardloopwedstrijd van Zonnedael winnen.                                                 |                   |                                                                                    |                     |                  |  |
| 5 | Doodziek          | Scenario: Wijo Koek, Verhaal: Dick Maas en Wijo Koek                               | Myrna van Gilst     | 3 november 1994  |  |
| Ma Flodder heeft volgens de dokter nog maar kort te leven. Johnnie probeert hier een slaatje uit te slaan.               |                   |                                                                                    |                     |                  |  |
| 6 | De penvriend      | Esmé Lammers                                                                       | Pieter Walther Boer | 10 november 1994 |  |
| Dochter Kees begint te corresponderen met een man in de gevangenis.                                                      |                   |                                                                                    |                     |                  |  |
| 7 | Onder hypnose     | Dick Maas                                                                          | Dick Maas           | 17 november 1994 |  |
| Zoon Kees gaat zich bezighouden met hypnose.                                                                             |                   |                                                                                    |                     |                  |  |
| 8 | Op heterdaad      | Scenario: Wijo Koek, Verhaal: Dick Maas & Wijo Koek                                | Allard Bekker       | 24 november 1994 |  |
| Vanwege een inbraakgolf wordt een buurtwacht opgericht in Zonnedael. Johnnie en Kees zijn de enigen die mee willen doen. |                   |                                                                                    |                     |                  |  |
| 9 | Kees verliefd     | Scenario: Wijo Koek, Verhaal: Dick Maas & Wijo Koek                                | Myrna van Gilst     | 1 december 1994  |  |
| Dochter Kees wordt verliefd op een motoragent. Dit tot onvrede van Johnnie.                                              |                   |                                                                                    |                     |                  |  |
| 10 | Familie Klikspaan | Scenario: Wijo Koek, Verhaal: Dick Maas & Wijo Koek                                | Martin Lagestee     | 8 december 1994  |  |
| Johnnie helpt de politie een misdaadsyndicaat op te rollen. Hierdoor moeten de Flodders hun identiteit aanpassen.        |                   |                                                                                    |                     |                  |  |
| 11 | Ontvoerd          | Esmé Lammers                                                                       | Ine Schenkkan       | 15 december 1994 |  |
| Toet Flodder wordt ontvoerd.                                                                                             |                   |                                                                                    |                     |                  |  |
| 12 | Contact gestoord  | Scenario: Wijo Koek, Verhaal: Dick Maas & Wijo Koek, Naar idee van: Lars Boom      | Ine Schenkkan       | 22 december 1994 |  |
| Johnnie en dochter Kees plaatsen een contactadvertentie voor Ma.                                                         |                   |                                                                                    |                     |                  |  |
| 13 | Zalig uiteinde    | Dick Maas                                                                          | Dick Maas           | 31 december 1994 |  |
| De Flodders vinden in hun zwembad een verloren vliegtuigbom. Johnnie probeert er wat aan te verdienen.                   |                   |                                                                                    |                     |                  |  |

## De dubbelgangster

### Verhaal
De buurtbewoners komen wederom met een nieuw idee om de Flodders uit hun wijk te verdrijven. Ze huren een vrouw in die sprekend op Ma Flodder lijkt en laten haar overal in Zonnedael misdaden plegen, telkens onder het oog van tientallen getuigen. Op die manier krijgen de Flodders de schuld en zullen spoedig worden uitgezet wegens wangedrag.
De dubbelgangster veroorzaakt ook verwarring onder de Flodders zelf, die hun moeder opeens overal tegelijk zien. Ma Flodder heeft natuurlijk geen idee waar haar kinderen het over hebben, waardoor die de conclusie trekken dat haar geheugen achteruit gaat.
Uiteindelijk treft Ma haar dubbelgangster aan en slaat haar knock-out. De politie is hier getuige van en begrijpt dat er een dubbelgangster in het spel is. De Flodders worden wederom van alle beschuldigingen gezuiverd.

### Gastrollen
- Marloes van den Heuvel - Buurvrouw Liesbeth Vonk
- Arthur Japin - Buurman Marcel Vonk
- Margreet Heemskerk - Buurtbewoonster Ellen
- Fred van der Hilst - Buurtbewoner Bernard
  - Edmond Classen - Wethouder
  - Serge-Henri Valcke - Monsieur Durand
  - Juliëtte de Wijn - Madame Corret
  - Guido Jonckers - Brigadier
  - Hans van Hechten - Van Putten
  - Marjolein Polman - Moeder met kind
  - Hertje Peeck - Stand-in Ma Flodder
  - Inge Beekman - Boze vrouw

## In de ring

### Verhaal
Johnnie en Kees krijgen ruzie met een aantal buurtbewoners in de lokale videotheek. Een van hen, Vince Schaeffers, daagt Johnnie uit voor een bokswedstrijd.
Johnnies kroegvrienden en Johnnie zelf zijn al verzekerd van de overwinning en zetten grote hoeveelheden geld in op Johnnie. Vince blijkt een professionele bokser te zijn. Tot overmaat van ramp breekt Johnnie zijn pols en zal zijn broer Kees zijn plaats in moeten nemen.
Om de vele weddenschappen en de eer van hun familie veilig te stellen proberen de Flodders Kees uit alle macht te helpen, maar iedere poging werkt averechts en Kees verliest.
De volgende dag komt Vince naar het huis van de Flodders om nog eens zout in de wonden te strooien. Hij maakt Kees en Johnnie zelfs uit voor kneuzen. Maar dat gaat Ma Flodder te ver en ze slaat hem met één klap knock-out.

### Gastrollen
- Victor Reinier - Vince Schaeffers
- Miguel Stigter - Kareltje
- Bert André - Buurman Neuteboom
- Lettie Oosthoek - Buurvrouw Neuteboom
  - Kees Groot - Eigenaar videotheek
  - Hans van Hechten - Van Putten
  - Marloes van den Heuvel - Buurvrouw Vonk
  - Paula Majoor - Buurvrouw
  - Herman Egbers - Stamgast
  - Marco Smit - Stamgast
  - Carolina Mout - Meid
  - Bart Bruinenberg - Uitdager
  - Paul Klooté - Sparringpartner
  - Serge-Henri Valcke - Scheidsrechter
  - Patty Pontier - Tv-journaliste
  - Christa van den Borm - Rondemiss

### Trivia
- Het script van deze aflevering is te vinden op de Flodder-website[1]

## De afrekening

### Verhaal
Een oude vriend van Ma Flodder, Danny Vink, wordt ontslagen uit de gevangenis. Dit veroorzaakt bij de Flodders grote paniek aangezien de man door Ma Flodders toedoen in de gevangenis is beland. Gevreesd wordt dat hij nu wraak zal komen nemen, zeker nadat hij een dode vogel opstuurt.
Johnnie neemt het zekere voor het onzekere en koopt een groot aantal wapens bij Hennie en zoon Kees installeert stroomkabels in het huis zodat eventuele insluipers geëlektrocuteerd zullen worden. Deze plannen lopen echter al snel mis: Whisky plast tegen de kabels, zodat hij een schok krijgt en de stroom uitvalt en vervolgens slaagt iemand erin om het huis in te komen. Hennie blijkt weer eens niet betrouwbaar en geen van de wapens functioneert naar behoren op het moment van de confrontatie. De man blijkt echter een inspecteur van de sociale dienst, die de Flodders op uitkeringsfraude probeerde te betrappen. Uiteindelijk komt Vink alsnog binnen, maar wel met een bos bloemen voor Ma. Hij blijkt haar achteraf juist dankbaar, omdat hij in de gevangenis zijn contacten in de onderwereld heeft kunnen verbeteren. De dode vogel was bedoeld als een teken dat de oude Vink (die wraak gezworen had) 'dood' was.

### Gastrollen
- Laus Steenbeeke - Hennie
- Ernst Daniël Smid - Danny "Linke" Vink
  - Hans Beijer - Bert Raagman, inspecteur v/d Sociale dienst
  - Kees van Lier - Wachtmeester
  - Geert Lageveen - Agent
  - Bert Lippens - Brigadier

## Lopende zaken

### Verhaal
De jaarlijkse hardloopwedstrijd van Zonnedael komt er weer aan. De Flodders zijn niet van plan mee te doen, ondanks Sjakies pogingen om hen over te halen. Alleen Opa wil graag meedoen.
In het café hebben Johnnie, Kees en Kareltje een afspraak met Loek. Ze zouden aan hem relatiegeschenken leveren voor zijn nieuwe amusementspaleis, waaronder werpsterren en stiletto's. Johnnie ontdekt echter dat op alle artikelen, die Kareltje heeft laten bedrukken, een spelfout staat (amuzement in plaats van amusement).
Om Loek toch tevreden te stellen komt Johnnie snel met een alternatief. Dochter Kees zal meedoen aan de hardloopwedstrijd van Zonnedael met een T-shirt aan waarop de naam van de amusementshal staat. Loek eist echter dat Kees wel eerste moet worden, anders heeft Johnnie een probleem. De Flodders zetten dan ook alles in het werk om Kees' overwinning veilig te stellen. Ze laten Toet en Henkie allerlei valstrikken opstellen door laxeermiddel door het drinken van de renners te roeren, lijm op de weg te smeren en een blinde hardloper uit te schakelen door zijn reukvermogen te verwarren. Uiteindelijk blijven er slechts drie mededingers over: Ed Neuteboom, Opa Flodder en een oud-militair met een houten been, die zelfs ver achter Opa blijft.
Op het laatste moment krijgt dochter Kees er echter genoeg van. Daar Neuteboom uitgeput raakt en Opa een lekke band heeft, is het de oud-militair die wint. Deze blijkt echter de schoonvader van Loek, die hem op het ereschavot een T-shirt met reclame voor de amusementshal laat aantrekken met daarop ook een spelfout (palijs in plaats van paleis).

### Gastrollen
- Aad Spee - Loek
- Martin Brozius - Blinde man (meneer Vink)
- Bert André - Buurman Neuteboom
  - Miguel Stigter - Kareltje
  - Lettie Oosthoek - Buurvrouw Neuteboom
  - Paula Majoor - Buurvrouw/commissielid
  - Fred Butter - Tv-presentator

### Trivia
- Martin Brozius speelt een blinde man genaamd Vink. Een personage met dezelfde handicap en komische naam kwam voor in een ander werk van Dick Maas: De lift.

## Doodziek

### Verhaal
Ma Flodder moet van Sjakie naar de dokter omdat ze nog geen medisch rapport van haar hadden. Het is een chaos bij de dokter. Zijn huidige assistente is ziek en moet een tijdelijke assistente nog inwerken.
De dokter heeft slecht nieuws voor Ma: ze schijnt ernstig ziek te zijn en heeft nog maar korte tijd te leven.
Dit nieuws slaat bij de Flodders in als een bom. Terwijl de meeste familieleden alvast afscheid proberen te nemen van Ma, besluit Johnnie echter om een levensverzekering op Ma af te sluiten. Op die manier levert haar dood toch nog wat op. Dit ook omdat uit een gesprek met een begrafenisondernemer (een neef van de buren) blijkt dat een begrafenis erg veel geld kost. Het afsluiten van zo'n grote verzekering zal alleen gaan als de verzekering denkt dat Ma gezond is. Johnnie besluit daarom in te breken bij de huisarts en het dossier van Ma te verwisselen met die van een gezonde patiënt. Ondertussen komt Sjakie met een stervensbegeleider; hulp die ongevraagd en ongewenst blijkt.
Uiteindelijk blijkt de tijdelijke assistente van de huisarts het dossier per ongeluk verwisseld te hebben. Dit blijkt nadat een andere patiënt van dezelfde huisarts overleden blijkt te zijn. De verwisseling van de dossiers door Johnnie blijft echter van kracht: de huisarts belt even later naar huize Neuteboom, met slecht nieuws voor mevrouw Neuteboom. Gelukkig kon de levensverzekering nog geannuleerd worden, want de handtekening van Ma ontbrak nog.

### Gastrollen
- Adriaan Olree - Verzekeringsagent
- Bert André - Buurman Neuteboom
- Lettie Oosthoek - Buurvrouw Neuteboom
- Ger Smit - Huisarts
  - Miguel Stigter - Kareltje
  - Cynthia Abma - Secretaresse
  - Hans van Hechten - Van Putten
  - Frank Houtappels - Neef Dennis
  - Marloes van den Heuvel - Buurvrouw Vonk
  - Paula Majoor - Buurvrouw v/d Boogerd
  - Veronique Vlasman - Assistent huisarts
  - Manon Negerman - Vriendin van Toet
  - Brenda Blom - Vriendin van Toet
  - Jon van Eerd - Stervensbegeleider

### Trivia
- Bijna dezelfde verhaallijn komt ook bij de aflevering Requiem for a Cat voor, van de tekenfilmserie Catscratch. Hierbij vertelt een dokter aan meneer Blik dat hij nog maar 24 uur te leven heeft. Uiteindelijk blijkt Blik gewoon in orde te zijn, omdat er, net als bij de aflevering van Flodder, dossiers zijn verwisseld en een andere patiënt dus niet lang meer te leven heeft. Deze patiënt (een hond) sterft daarop.

## De penvriend

### Verhaal
Dochter Kees begint per post een relatie met Arie, een gangster die momenteel in de gevangenis een levenslange straf uitzit. In een van haar brieven belooft ze met hem te zullen trouwen als hij ooit vrijkomt, er van uitgaande dat dit toch niet gebeurt.
Dan wordt 'Kouwe Arie' opeens vervroegd vrijgelaten. Hij gaat meteen op zoek naar zijn aanstaande bruid. De Flodders proberen uit alle macht te voorkomen dat hij Kees vindt. Johnnie probeert voor te wenden dat het niet dochter Kees, maar zoon Kees was die de brieven gestuurd heeft. De man dringt echter door in de badkamer en treft dochter Kees alsnog aan, waarop Johnnie een afspraakje regelt. Kees merkt echter op dat de man er op de foto's heel anders uitzag.
Wat ze niet weten is dat de man niet Koude Arie is, maar zijn handlanger Koos, die door Arie vooruitgestuurd was. Koos gebruikt dezelfde smoes dat Aries penvriendin een man was, in de hoop zelf met dochter Kees aan de haal te kunnen. Uiteindelijk probeert hij ook een huwelijk met haar te regelen. Arie is intussen echter op zoek gegaan naar het meisje op de foto's bij de brieven (de echte dochter Kees dus) en looft een beloning uit. Zodoende treft Arie Kees en Koos aan als zij op het punt staan (tegen de zin van Kees) te gaan trouwen, waarop Arie Koos neerschiet en opnieuw in de gevangenis belandt. Hier halen de Flodders weer een flinke schadevergoeding uit.

### Gastrollen
- Har Smeets - Koos, handlanger Arie
- Laus Steenbeeke - Hennie
- Hajo Bruins - Arie
  - Lettie Oosthoek - Buurvrouw Neuteboom
  - Bert André - Buurman Neuteboom
  - Karel van den Bosch - Barman Theo
  - Geert Grijpma - Bewaker
  - Maja van den Broecke - Bolle Beppie
  - Arend de Geus - Agent #1
  - Geert Lageveen - Agent #2
  - Peter Ramaker - Bodyguard

## Onder hypnose

### Verhaal
Zoon Kees is ten einde raad. Hij heeft nog altijd geen vriendin. Als laatste redmiddel besluit hij hypnose te leren via een bij de post bestelde doe-het-zelf cursus. Hij probeert dit uit bij dochter Kees, die echter niet meewerkt. Een tweede test bij Ma lijkt te werken, maar in werkelijkheid viel zij enkel in slaap. Als zoon Kees met zijn hypnose probeert om een jonge tennisspeelster en een prostituee te hypnotiseren, krijgt hij beide keren klappen. Daarna probeert hij het zelfs bij een klein meisje, waarop haar vader hem met een golfclub verjaagt.
Als Johnnie de hypnosecursus ontdekt en spottend nadoet wat in het boekje staat, blijkt Kees de enige die er gevoelig voor is. Johnnie stelt voor om naar de disco te gaan en daar de eerste de beste meid 'te bespringen'. Onder hypnose gaat Kees de straat op en probeert hij een politieagente aan te randen.
Zodoende belandt Kees in de gevangenis. Als Johnnie hem later bezoekt, merkt hij op dat Kees er moe en bleek uitziet. Een zwaarlijvige bewaakster volgt dezelfde hypnosecursus en brengt Kees elke nacht opnieuw onder hypnose.

### Gastrollen
- Wilke Durand - Barbara
- Willy van der Griendt - Hoertje in dure auto
- Barbara Dicker - Brigitte, meisje van de tennisbaan
  - Lettie Oosthoek - Buurvrouw Neuteboom
  - Hans van Hechten - Van Putten
  - Joep Dorren - Man met dure auto
  - Anouk Boersma - Vrouw met dure auto
  - Arend de Geus - Agent
  - Petra van Hartskamp - Agente
  - Sanna Prinsen - Meisje van 10
  - Kees Oudheusden - Vader van meisje
  - Maja van den Broecke - Gevangenisbewaarster

## Op heterdaad

### Verhaal
Er wordt wederom massaal ingebroken in Zonnedael. Het probleem neemt dermate ernstige vormen aan dat de buurt besluit om een buurtwacht in te stellen. Er zijn echter geen mensen die zich hiervoor beschikbaar willen stellen. De enige kandidaat is zoon Kees (en na wat tegenstribbelen uiteindelijk ook Johnnie).
Na veel wikken en wegen krijgen de twee Flodders de belangrijke taak toegewezen, tot euforie van Kees en diepe onvrede van Johnnie. Johnnie wil liever niet in uniform gezien worden en loopt door het patrouilleren bovendien zijn afspraakjes met zijn nieuwe vriendin mis. Het gaat hen vrij goed af, totdat ze op een nacht niemand minder dan Kareltje betrappen bij een inbraak. Dit stelt de Flodders voor een groot dilemma: hun plicht uitvoeren en Kareltje aanhouden, of trouw blijven aan hun vriend en gewoon de andere kant opkijken. Johnnie wil de spullen terugzetten in huis, maar dan arriveert de politie, terwijl Kareltje ervandoor gaat. Johnnie en Kees worden bij gebrek aan bewijs vrijgelaten, maar mogen geen buurtwacht meer zijn. Johnnies vriendin heeft inmiddels een zeeman als nieuwe vriend: ze blijkt van uniformen te houden.

### Gastrollen
- Jules Croiset - Commissaris
- Noortje van der Putten - Brenda
- Lettie Oosthoek - Buurvrouw Neuteboom
- Bert André - Buurman Neuteboom
  - Rick Hendriks - Chauffeur
  - Mike Meijer - Skinhead
  - Fred Florusse - Vader
  - Lucie de Lange - Buurvrouw
  - Freek van Muiswinkel - Buurman
  - Joop Keesmaat - Buurtbewoner
  - Joep Kruijver - Buurtbewoner
  - Fer Konraad - Buurtbewoner
  - Karin Meerman - Mevrouw Majoor
  - Arthur Japin - Buurman Marcel Vonk

## Kees verliefd

### Verhaal
Dochter Kees wordt verliefd op een motoragent en de twee krijgen een serieuze relatie. Dit tot groot ongenoegen van Johnnie. De agent, Jan, komt nu vrijwel iedere dag bij de Flodders langs. Bovendien willen Johnnies vrienden niets meer met hem te maken hebben omdat zijn familie zou 'heulen met de vijand'. Ook Kareltje en Hennie laten Johnnie links liggen, wat betekent dat hij geen nieuwe klusjes meer krijgt aangeboden en dus geen inkomen heeft.
Johnnie en zoon Kees proberen koste wat het kost om Jan weg te werken, maar dat is niet gemakkelijk. Uiteindelijk steelt Johnnie het uniform van Jan en rijdt op diens motor door Zonnedael, een spoor van verwoesting achterlatend. Jan wordt opgepakt wegens roekeloos rijden, ook omdat hij niet kan verklaren waar hij in de tussentijd was. (Hij bezocht dochter Kees immers onder diensttijd.)
De volgende dag blijkt echter dat Jan een dubbelleven leed en contactpersoon was van Hennie, met wie hij een grote roof aan het plannen was. Als Hennie en de andere bendeleden hierachter komen slaan ze Johnnie in elkaar.

### Gastrollen
- Roef Ragas - Motoragent Jan
- Bert André - Buurman Neuteboom
- Lettie Oosthoek - Buurvrouw Neuteboom
  - Laus Steenbeeke - Hennie
  - Geert Lageveen - Agent
  - Kees Groot - Agent
  - Karel van den Bosch - Barman Theo

## Familie Klikspaan

### Verhaal
Johnnie wordt gearresteerd door de politie nadat hij een aantal klusjes heeft opgeknapt voor een internationaal misdaadsyndicaat. De politie zal Johnnie echter laten gaan als hij hen helpt dit syndicaat op te rollen door de namen van de leden te geven.
Johnnie gaat uiteindelijk akkoord, maar dit betekent wel dat hij en zijn familie nu doelwit worden van dit syndicaat. Voor hun eigen veiligheid moeten ze van identiteit veranderen. Ze doen net alsof ze verhuizen en keren daarna vermomd terug.
De buren denken allemaal dat de Flodders eindelijk zijn vertrokken en er een nieuw gezin is komen wonen in hun huis. De Flodders spelen het spelletje mee en ontdekken al snel dat hun nieuwe identiteit behoorlijk wat voordelen heeft. Zoon Kees is eindelijk lid van de tennisvereniging, waar hij met zijn creditcard bier kan drinken, Ma wordt uitgenodigd op feestjes in de buurt en dochter Kees gaat uit rijden met jongens van de tennisvereniging. Alleen Johnnie heeft echte nadelen van de vermomming: in het café wordt hij niet herkend en voor een bemoeial aangezien, waarop zijn vrienden hem bont en blauw slaan. Zijn vriendin Gina herkent hem ook niet. Als hij opbiecht hoe het zit, gelooft zij hem niet en denkt dat hij een dubbelleven leidt. Johnnie neemt haar mee naar huis, maar intussen blijkt de bende opgepakt, waarna de andere Flodders weer 'normaal' zijn. Het gevaar is geweken, maar Johnnie is zijn vriendin kwijt.

### Gastrollen
- Leontine Ruiters - Gina
- Ferd Hugas - Inspecteur de Jong
- Jules Croiset - Commissaris
  - Lettie Oosthoek - Buurvrouw Neuteboom
  - Bert André - Buurman Neuteboom
  - Miguel Stigter - Kareltje
  - Paula Majoor - Buurvrouw v/d Boogerd
  - Marloes van den Heuvel - Buurvrouw Vonk
  - Sander de Heer - Jeffrey
  - Gerard Meijler - Achtervolger
  - Martijn Nieuwenhuis - Barman / buurtjongen
  - Wiebe Pier Cnossen - Buurtjongen
  - Joep Kruijver - Tennisclublid

## Ontvoerd

### Verhaal
Een tweetal ontvoerders heeft het voorzien op de dure wijk Zonnedael. Ze hopen met het ontvoeren van een van de bewoners een flinke smak losgeld te kunnen eisen.
Ondertussen krijgt Toet Flodder knallende ruzie met Ma omdat ze geen tamme rat als huisdier mag en loopt weg. Zij wordt het doelwit van de twee ontvoerders. Wanneer de ontvoerders de Flodders bellen om losgeld te eisen, neemt een ietwat beschonken zoon Kees de telefoon op. Hij begrijpt totaal niet waar het over gaat. Alleen Opa beseft de ernst van de situatie, maar hij kan niet praten. Ondanks dat gebrek slaagt hij er toch in Kees en Johnnie de aanwijzing te geven waarmee ze de ontvoerders kunnen opsporen: door middel van morse geeft hij het kenteken van de auto door. Kees en Johnnie traceren de ontvoerders, maar Toet blijkt intussen ontsnapt.
Toet sluipt stiekem het Flodder-huis weer in en hoort Ma hier tegen Opa mompelen dat ze eigenlijk gewoon bang is voor ratten, maar dat ze stiekem toch dol op is op haar kinderen. Toet brengt de rat weer terug naar het huis en steelt meteen een modeltrein voor Opa. Opa had voor zijn verjaardag namelijk een modelspoorbaan gekregen, maar zonder trein erbij.

### Gastrollen
- Jack Wouterse - Ontvoerder Sef
- Ria Marks - Ontvoerster Loes

## Contact gestoord

### Verhaal
Terwijl de meeste Flodders 's avonds uitgaan en feestvieren, zit Ma alleen thuis. Johnnie en dochter Kees vermoeden dat Ma zich alleen en eenzaam voelt. Ze besluiten hier wat aan te doen door een contactadvertentie in de krant te plaatsen.
Ze krijgen heel wat reacties, maar vinden slechts één goed. Dit blijkt uitgerekend Sjakie te zijn. Hij reageert echter onder zijn echte naam, Jacques, waardoor de Flodders niet doorhebben dat hij het is.
Dochter Kees lokt Ma met een smoes mee naar het restaurant waar ze met Jacques hebben afgesproken. Als Ma erachter komt wat er aan de hand is komen Johnnie en Kees er ook bij zitten. Ma is woedend en vindt het onzin dat haar kinderen zich met haar liefdesleven bemoeien en vertrekt naar huis met een taxi. Sjakie komt even later binnen en wordt door Johnnie opgemerkt. Sjakie komt er vervolgens achter dat hij een afspraakje had met Ma Flodder, maar hij verzwijgt dat hij Jacques is. Tegen het einde van de avond is Sjakie dronken en zadelt Johnnie hem op met een transseksueel. Thuisgekomen ontdekken ze Ma in bed met een taxichauffeur.

### Gastrollen
- Edmond Classen - Wethouder
  - Frans van Oers - Postbode
  - Chip Bray - Taxichauffeur
  - Bernt Arents - Belle

## Zalig uiteinde

### Verhaal
Zoon Kees vindt in het zwembad een vliegtuigbom die een gevechtsvliegtuig tijdens een militaire oefening per ongeluk heeft laten vallen.
Johnnie denkt dat de bom bij het vuurwerkpakket behoort dat hij bij Kareltje heeft besteld voor de jaarwisseling. Als hij er later achter komt wat het werkelijk is en dat militairen in het geheim er naar op zoek zijn, denkt hij dat hij er wel wat mee kan verdienen. Maar niets verloopt zoals gepland.
Aan het eind van de aflevering ontploft de bom vlak voor het huis van de Flodders en maakt een einde aan Sjakies gloednieuwe auto. De Flodders maken hier weer gebruik van om een schadevergoeding te vragen.

### Gastrollen
- Joop Keesmaat - Militair
- Frans Latour - Man
- John Jones - Militair
- Gerard de Munnik - Militair
  - Miguel Stigter - Kareltje
  - Martin Nieuwenhuis - Kolonel
  - Gerard Jan Alderliefste - Militair
  - Karel van den Bosch - Militair
  - Rick Hendriks - Militair
  - Joep Kruijver - Buurtbewoner

## Voetnoten
1. ↑  het originele script op de officiële Flodder website